# 宁桂玲
宁桂玲（1958年—），辽宁庄河人，汉族，中华人民共和国政治人物、第十二届全国人民代表大会辽宁地区代表。

## 生平
毕业于大连理工大学精细无机化工专业，加入九三学社。2013年，被选为全国人大代表。